# Copt Howe

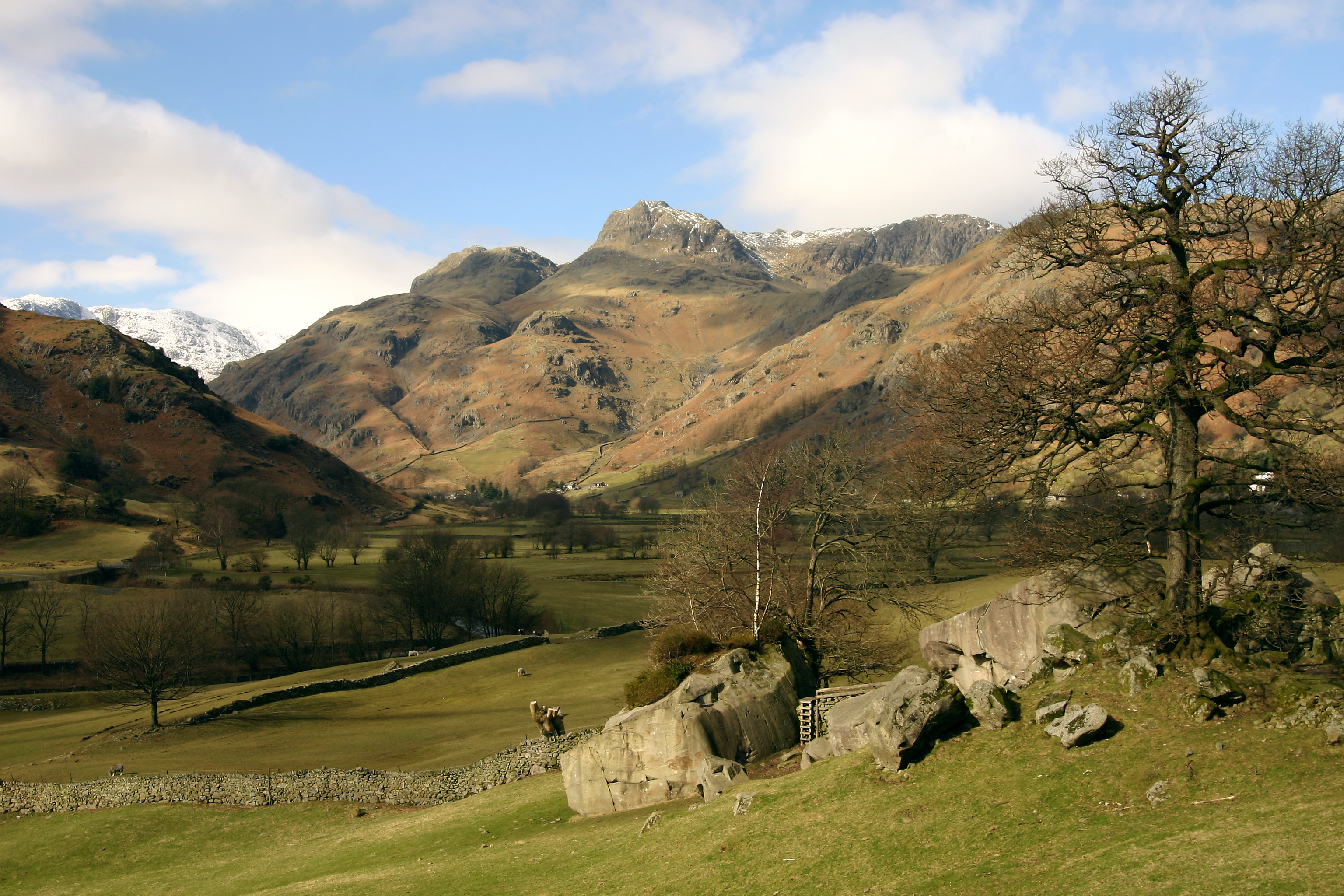
Copt Howe im Vordergrund (mit Leiter) im Hintergrund der Pike of Stickle – Great Langdale

Copt Howe ist ein großer Block mit Felsritzungen, der nordwestlich von Chapel Stile bei Ambleside im Lake District in Cumbria in England zwischen dem "Great Langdale Beck" (Fluss) und der Straße B5343 liegt, die in Richtung "Pike of Stickle" (neolithische Axtherstellung) verläuft. 
Der Fels ist auf der östlichen Seite mit komplexen Ritzungen versehen, die aus Gruppen von konzentrischen Halbkreisen und Ringen, einigen geraden Rillen und einer Gruppe kleiner Schälchen (englisch cups) bestehen. Die flachen (oder erodierten) Ritzungen sind allerdings schwer zu erkennen. Merkwürdig ist, dass die Spätjungsteinzeitlichen oder bronzezeitlichen Bilder, obwohl das Gebiet bei Wanderern und Urlaubern beliebt ist, erst 1999 anerkannt wurden. 
Wahrscheinlich ist der Platz in irgendeiner Weise mit der steinzeitlichen „Langdale Axt Industrie“ (aus Grünstein) verknüpft, da die Langdale Beck einen einfachen Transportweg der Axtrohlinge aus dem Tal in Richtung Osten ermöglicht. Steinbeile aus Langdale wurden in ganz Großbritannien und Irland gefunden.